# Kenwood House
Kenwood House (detta anche Iveagh Bequest) è una villa del XVII secolo nel quartiere londinese di Hampstead, al confine settentrionale di Hampstead Heath. È oggi gestita da English Heritage.

## Storia

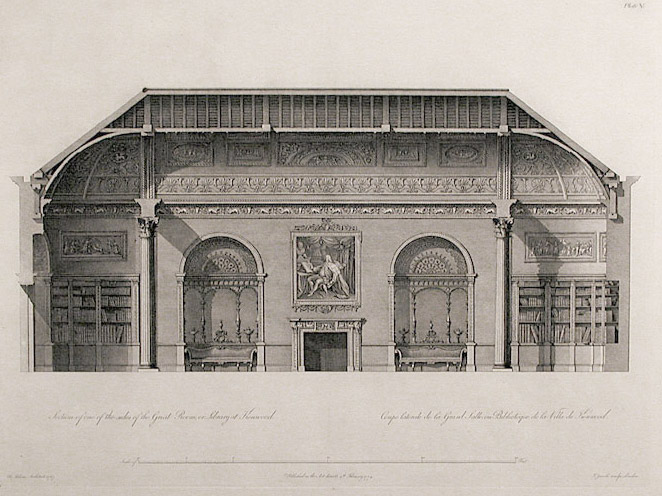
La biblioteca

La casa originale fu costruita all'inizio del XVII secolo; acquistata da William Murray, primo conte di Mansfield, nel 1754, venne ristrutturata completamente tra il 1767 e il 1769 da Robert Adam. Costituisce uno dei primi lavori nello stile maturo di Adam che troviamo applicato ad un esterno: a lui si deve il restauro delle stanze esistenti e l'aggiunta di nuove, nonché il ridisegno della facciata, aggiungendo il portico ionico. Notevole è la famosa biblioteca, dalla volta affrescata, decorata a stucco da Joseph Rose e dai classici pannelli di Antonio Zucchi. Le ali dell'edificio, aggiunte tra il 1793 e il 1796, si devono invece a George Saunders.
A inizio Novecento ospitò per diversi anni il Granduca Michail Michajlovič di Russia che era stato esiliato per il matrimonio morganatico e aveva affittato Kenwood House.
Nel 1927 Lord Edward Guinness, I conte di Iveagh, ultimo proprietario, lasciò in testamento la villa allo Stato, ed essa fu pertanto aperta al pubblico nel 1928. La collezione di dipinti è quella di Lord Iveagh, mentre l'arredamento non è quello originale, già venduto all'epoca dell'acquisto, nel 1925, dalla famiglia Mansfield. Si stima che circa un milione di persone visiti la casa ogni anno.

## Collezione

### Rembrandt Harmenszoon van Rijn
- Autoritratto con tavolozza e pennelli[4]

### Jan Vermeer
- Suonatrice di chitarra[5]

### Altri artisti
- Claude de Jongh
- Thomas Gainsborough
- Edwin Henry Landseer
- Joshua Reynolds
- Angelica Kauffmann
- George Morland
- Van Dyck
- William Turner
- Frans Hals
- François Boucher
- Joseph Wright

## Parco

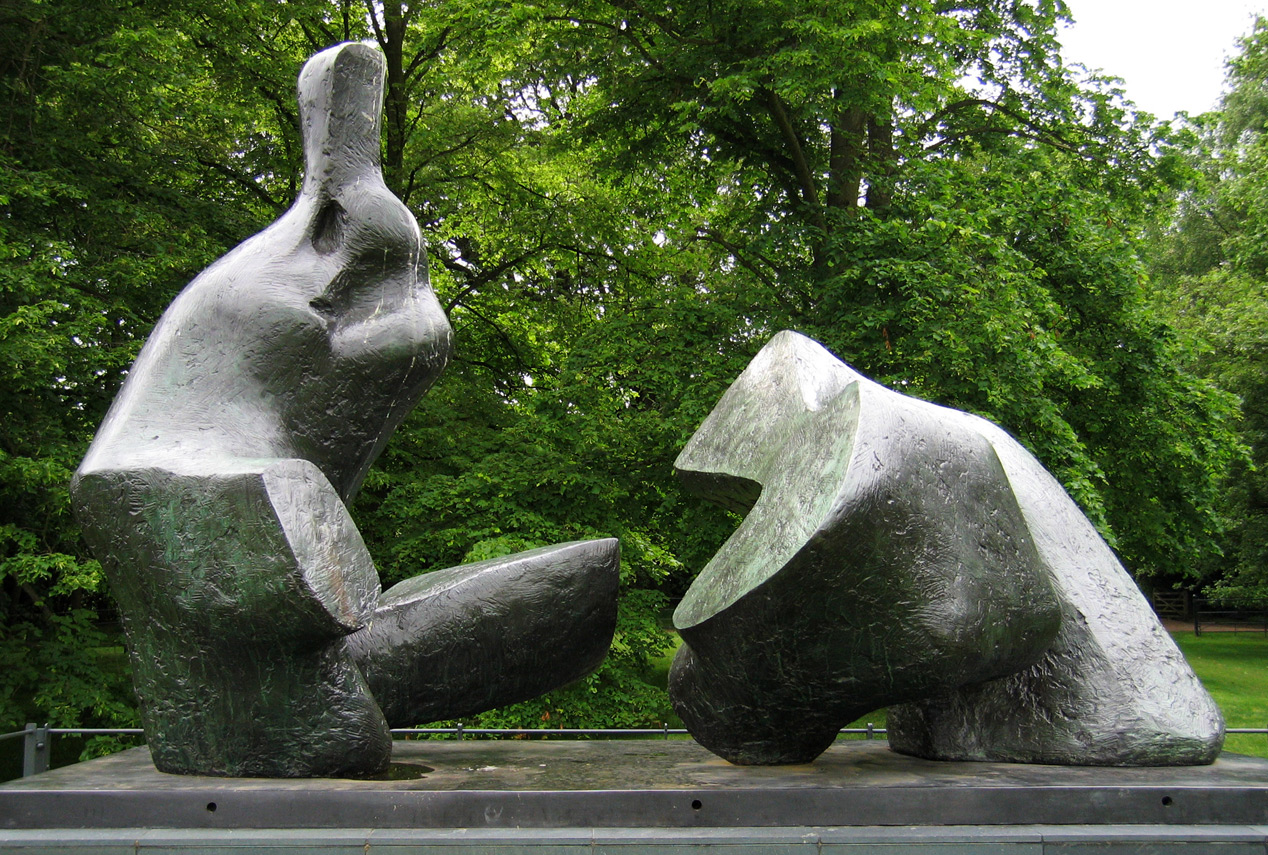
Henry Moore, Figura distesa in due pezzi n. 5, 1963 - 1964, titolo originale: Two Piece Reclining Figure No. 5), Kenwood House, Londra

Il parco, su progetto di Humphry Repton, contrasta con il carattere naturalistico di alcuni boschi circostanti e del vicino Hampstead Heath. Vicino alla villa ci sono sculture moderne di Barbara Hepworth, Henry Moore e Reg Butler. Un terzo del parco è Sito di particolare interesse scientifico, soprattutto per lo studio di uccelli e insetti (ospita, tra l'altro, il più grande rifugio di pipistrelli di Londra).
Fino al 2006, in virtù di una tradizione ormai consolidata che durava fin dal 1951, ogni sabato sera d'estate il parco ospitava concerti, inizialmente di musica classica, negli ultimi anni di musica pop, – i cosiddetti Picnic Concerts – attirando migliaia di persone che si godevano il fresco, la musica e spettacolari fuochi d'artificio. Per la protesta di alcuni cittadini residenti nelle vicinanze, English Heritage si vide costretta, nel febbraio 2007, a sospendere gli spettacoli. Questo avrebbe potuto compromettere il futuro della stessa Kenwood House, dato che l'incasso dei concerti era la maggior fonte di guadagno che permetteva a English Heritage di sostenere gli altissimi costi (un milione di sterline all'anno) necessari a mantenere la villa. Il 19 marzo 2008 l'organizzazione annunciò che la manifestazione si sarebbe tenuta di nuovo in un sito vicino, adibito a pascolo, con il numero di concerti limitato ad otto per ogni stagione.

## Curiosità
Il film Notting Hill è stato in parte girato qui.